# 金田喜稔
金田 喜稔（かねだ のぶとし、1958年2月16日 - ）は、日本の元サッカー選手。元サッカー日本代表で、「19歳119日」という日本代表最年少得点記録を保持している（2017年時点）。広島県安芸郡府中町出身。現在はTBSなどでサッカー解説者として活躍している。尊敬するサッカー選手はジョージ・ベスト。フチューマ所属。日本サッカー名蹴会会長。いわきFC シニアアドバイザー。一般財団法人日本スポーツ振興会 理事。

## 経歴

### 幼少期
サッカーを始めたのは中学に入ってから。小学生のときはソフトボールを主にやっていた。坊主頭になるのが嫌で野球を諦め、中学からサッカー部に入った。週1回の『三菱ダイヤモンド・サッカー』を観て、世界のトップ選手たちのプレイに憧れビデオの無い時代、テレビ放送に目を凝らし、翌朝近くのグラウンドで想像してボールを蹴った。育った府中町は東洋工業（マツダ）の本社があり、中学の校庭にナイター施設があったため、船本幸路や大野毅らがよく来てサッカーを教えてくれた。大野が日本代表と知らず「俺のドリブル、あんたには止められんぜ」と実際に抜いていた。これについて金田は、「まともにタックルを受けたら骨が折れてたろうが」と話している。

### 選手時代
当時、広島で1番強かった県立広島工業（通称・県工）に進学。同校監督は第1回FIFAコーチングスクール（1969年）で実技でトップになり後にJFAの専任コーチも務めた松田輝幸で、さすがに松田からはボールは取れず、徹底した指導を受けドリブルに磨きをかけた。広島工業時代は1年からレギュラーに抜擢され、楚輪博、石崎信弘、木村和司、猿沢茂らとスペクタクルなサッカーを展開。1975年、関西で開催された最後の高校選手権では優勝候補に挙げられたがベスト4（0-3静岡工）。しかし初戦の新潟巻高校戦10-0は、戦後3度しかない10得点（以上）、2度しかない10点差以上の記録で得点のほとんどが金田からの好配球によるものであった。大会優秀選手に選ばれ、日本高校選抜を飛び越え、ユース代表に選ばれた。高校の同級生には広島カープなどで活躍した小林誠二もいる。現にカープファンでもある。
高校卒業後は小城得達の世話で、中央大学に進み、2年生で日本代表に選出されると1977年6月15日日韓定期戦（ソウル運動場）、日本代表ラストゲームとなった釜本邦茂のアシストで新旧交代を象徴するような代表初ゴールを決めた。新時代の旗手が19歳119日で記録したこのゴールは、40年以上たった現在も破られていない日本代表国際Aマッチ最年少ゴールである。変幻自在のドリブルの名手として知られ、世界の強豪チームを相手にしても、切れ味鋭いドリブルは充分通用した。大学3年時にはブンデスリーガ・1.FCケルンからオファーが届いた。
大学卒業後は郷里広島の東洋工業に入る予定だったが、単位を落としてしまい、大学に通いながらプレーできる在京チームを希望。多くのトップチームに声を掛けられたが1980年、加茂周監督に強く勧誘され日産自動車（横浜F・マリノスの母体）に入団。日産入社の理由は、源氏鶏太のサラリーマン小説が大好きで、一企業として良い会社、また本社が銀座にあるし女子社員も美人が多いと評判だったからなどと話している。中大サッカー部からは、日立製作所か古河電工と流れが決まっていて、監督に「日産に行きたい」と言うと問題になったが、有力OBの家を回り「こういうサッカーで日産を5年以内に日本一にさせたい、だから僕は日産に行きたい」と力説し、ようやく日産への入社許可を得た。当時の日産は代表選手もおらず、日本サッカーリーグ (JSL) で2年連続の最下位という結果に終わり再び2部へ降格した時期であった。しかし、翌年県工の後輩、木村和司が入部。日本屈指の才能と技術を持つ2人の加入により、以後、水沼貴史、柱谷幸一、松永成立、長谷川健太、井原正巳ら有力選手が毎年の様に集まり日産黄金時代を形成した。また銀座の本社勤務を入社の条件として出し、地方工場等の勤務を一切拒否し、サラリーマン生活を謳歌したという。
1983年の日本サッカーリーグ（JSL）後期から、それまで中盤でプレーしていた金田と右ウイングの木村を入れ替えた。この試みは大成功しリーグ優勝は読売に逃げ切られるが、第63回天皇杯ではその威力を存分に発揮しチームに初の全国タイトルをもたらした。木村からのパスを金田が受けて決めるパターンがはまり、準決勝の1点目、決勝の2点目はこのパターンだった。この初優勝を切っ掛け日産は強豪クラブに成長していった。
愛称は名字から「キンタ」。がに股気味の独特のフェイントの足さばきは「キンタダンス」と呼ばれた。木村和司は「20メートル、30メートルは一番速い。あんなに速い人はいなかった。今の選手でもかなわんだろうね。うまくて速くて、スパッと抜いていってしまう」と評している。週刊サッカーダイジェストは、＜日本人ドリブラー列伝 名手の系譜＞という企画に於いて、「日本人ドリブラーの系譜を辿るには、金田喜稔を出発点とするのがふさわしい」と論じている。スピードと緩急を自在に使い分けて相手を抜き去るキレ味抜群のドリブルで、日本サッカー史上最高のテクニシャンと評価する声も多い。
日本代表では1977年、二宮寛監督下で初選出されると、5月30日にドイツカップ再試合を戦い、そのまま飛行機を乗り継ぎ、6月1日昼前に来日し、その日の夜に試合という強行日程で最悪のコンディションの1.FCケルン相手に1アシストを決め、ブンデスリーガ相手の日本代表初勝利 (1-0) に貢献。当時の1.FCケルンは名将ヘネス・バイスバイラーが率いるブンデスリーガで常に優勝争いする強豪であり、コンディションが悪く、親善試合だったとはいえ、信じられない大番狂わせに興奮した観衆が一斉にグラウンドに雪崩込み大騒ぎになった。デビュー戦での歴史的な勝利を演出したことで金田の名前は全国的に知れ渡った。この試合は西ドイツの当時のスーパースター・オベラートの引退試合でもあった。以降は代表に定着。1977年6月15日、ソウルで開催された第6回日韓定期戦で、釜本邦茂(同年9月14日ニューヨーク・コスモス戦を最後に日本代表引退発表)のアシストで、後半11分得点を決めた。「19歳119日」で決めたこの得点は、今もなお(2013年時点)、日本代表最年少得点記録である。なお、試合は1-2で敗れている。奥寺康彦、永井良和らと共に、いわゆるメキシコ五輪銅の旧世代メンバーとの入れ替わりを象徴する選手の1人となった。「個人技で劣る部分を走ることでカバーする」という当時の日本サッカーのコンセプトを覆し個人技で見せ、1984年のロサンゼルス五輪予選まで中盤を牽引した。金田・木村のコンビは1980年代日本サッカーの希望、二人のコンビで一時代を築いた。ロス五輪予選は組み合わせにも恵まれ、本戦出場に期待が大きかったが、初戦で格下とみられたタイに2-5で敗れるとそのまま全敗。4月のタイの暑さが想像以上で、コンディショニングの失敗や森孝慈監督批判他、多くの批判が出たが、金田は「攻撃の形はワシが作ってたから、ワシがダメだったから負けた」と、直後に26歳の若さで代表を引退した。ワールドカップ出場にあと一歩のところまで辿りついた1985年ワールドカップメキシコ大会最終予選に金田がいればと、当時のサッカーファンは誰もが思っていた。日本代表154試合出場、国際Aマッチ58試合は歴代28位、6得点40位を記録している。
1985年夏に恥骨を疲労骨折、次いで内転筋を痛め精彩を欠いたが 1980年代後半にキレが戻り1988年～1989年の日産2年連続三冠（天皇杯、日本サッカーリーグ、JSLカップ）など、日産の国内タイトル7冠獲得に貢献した。
この当時、ブンデスリーガに渡っていた奥寺の帰国に後押しされる形でスペシャル・ライセンス・プレーヤー制度が誕生。木村が国産プロ選手第1号になったが、チームの中で最もプロらしいスピリッツの持ち主であった金田は、選手としてプロになることを頑なに拒んだ。Jリーグが成功しないのではと思った、あるいは、代表選手に全く報酬もない中、会社で仕事をした後、サッカーを続けた多くの仲間たちのストイックな価値観を貫いたともいわれる。金田以外はチーム全員がプロ契約を結んだ。

### 引退後
1991年、Jリーグ誕生を2年後に控えた熱狂から背を向けるように"異端の天才"は 最後までアマチュアのまま現役を引退。現役時代は日産自動車の人事部に10年籍を置いたが、選手引退後は総務部に2年半勤務しサラリーマン生活を送る。送迎係や株主総会の担当などの仕事をこなした。ところが1993年のJリーグ開幕を控えてサッカー関連の仕事の依頼が増え、日産に勤務しながらNHK、TBS、テレビ東京のサッカーコメンテーター他を担当、日本初のプロサッカー解説者となる。当時から唯一続くサッカー長寿番組『スーパーサッカー』（当時は『速報Jリーグ』）でも番組初期にビートたけしと絡み、笑える番組としての下地を作るなど、Jリーグ発足時からの名物解説者の1人として活躍した。こうして皮肉なことにサッカー関連の仕事が忙しくなり、1993年日産を退社し、自らが社長を務めるフチューマを設立して独立した。
これらの活動と平行し、この後1995年まで日本サッカー協会の強化委員会（現・技術委員会）委員に就任。ドーハの悲劇後の会議でハンス・オフト日本代表監督の経験不足を指摘しセルジオ越後とオフト解任を強く唱えた。また、1995年10月の加茂監督契約更新問題のときも、加藤久や田嶋幸三、今西和男らと恩師でもある加茂解任に動いた。強化委員会には代表監督を"選定する"という役割が与えられ、これが明文化もされていたにも関わらず、この結論を幹部会が退け加茂留任を幹部だけで決めた。こうした対応により、金田ら強化委員会のメンバーは全員が辞任し解散した。
その後はサッカーコメンテーター・解説者として活躍。その他サッカーの指導・普及にも当たっている。ゴルフにも凝り雑誌に連載を持つ程の腕前。2000年に行われたサッカー・アジアカップ決勝戦（日本vsサウジアラビア）では、決勝点を決めた望月重良に向けて、「やったなー! モチィ」と極めてフレンドリーな賞賛を送り、中継に花を添えた。サッカー解説者としては比較的知名度は高く、人気はある方である。
若い頃から海外遠征が豊富で、海外のスター選手に憧れてサッカーを始めたこともあって、TBSのUEFA欧州選手権2008の解説も務めた。2010年9月には、プロ野球の日本プロ野球名球会に倣って新たに発足した日本サッカー名蹴会の設立発起人、及び会長に就任した。
現在のサッカー界では考えられないが、現役の頃から試合後にロッカールームでタバコを吹かすヘビースモーカーで知られ、後輩の木村和司を夜中に呼びつけ広島のお好み焼きを作らせるなど使い走りにしたり、フジテレビ721で放送されていた『チャンネル北野eX』に出演した際は、最初から最後まで酒を飲んで、言いたい放題喋るなど、豪放な人物でもある。都並敏史が初めて日本代表の合宿に呼ばれて、夜に金田の部屋に行くと、金田がザブトンを敷いて木村と岡田武史を従えて花札をやっていて"これが代表の実態なのか..."とカルチャーショックを受けたと著書に書いている。「本格的に指導者になったら?」と勧められるが「それはどうかな。何をやっても選手時代の達成感はない。選手をやめてからはワシはただ生きてるだけ。生きる屍さ」と自虐的に話している。

## 所属クラブ
- 1973年 - 1975年 広島工業高校
- 1976年 - 1979年 中央大学
- 1980年 - 1991年 日産自動車

## 個人成績
| 国内大会個人成績 | 国内大会個人成績 | 国内大会個人成績 | 国内大会個人成績 | 国内大会個人成績 | 国内大会個人成績 | 国内大会個人成績 | 国内大会個人成績  | 国内大会個人成績 | 国内大会個人成績 | 国内大会個人成績 | 国内大会個人成績 |
| 年度             | クラブ           | 背番号           | リーグ           | リーグ戦         | リーグ戦         | リーグ杯         | リーグ杯          | オープン杯       | オープン杯       | 期間通算         | 期間通算         |
| 年度             | クラブ           | 背番号           | リーグ           | 出場             | 得点             | 出場             | 得点              | 出場             | 得点             | 出場             | 得点             |
| 日本             | 日本             | 日本             | 日本             | リーグ戦         | リーグ戦         | JSL杯            | JSL杯             | 天皇杯           | 天皇杯           | 期間通算         | 期間通算         |
| ---------------- | ---------------- | ---------------- | ---------------- | ---------------- | ---------------- | ---------------- | ----------------- | ---------------- | ---------------- | ---------------- | ---------------- |
| 1980             | 日産             | 12               | JSL1部           | 18               | 1                | 2                | 0                 | 1                | 1                | 21               | 2                |
| 1981             | 日産             | 7                | JSL2部           | 18               | 2                | 2                | 1                 | 2                | 0                | 22               | 3                |
| 1982             | 日産             | 7                | JSL1部           | 18               | 2                | 0                | 0                 | 2                | 0                | 22               | 2                |
| 1983             | 日産             | 7                | JSL1部           | 18               | 3                | 3                | 0                 | 5                | 8                | 26               | 11               |
| 1984             | 日産             | 7                | JSL1部           | 15               | 3                | 0                | 0                 | 4                | 1                | 19               | 4                |
| 1985             | 日産             | 7                | JSL1部           | 4                | 0                | 4                | 1                 | 4                | 0                | 12               | 1                |
| 1986-87          | 日産             | 7                | JSL1部           | 21               | 4                | 0                | 0                 | 4                | 0                | 25               | 4                |
| 1987-88          | 日産             | 7                | JSL1部           | 16               | 1                | 1                | 0                 | 3                | 0                | 20               | 1                |
| 1988-89          | 日産             | 7                | JSL1部           | 6                | 0                | 4                | 0                 | 2                | 0                | 12               | 0                |
| 1989-90          | 日産             | 7                | JSL1部           | 19               | 5                | 0                | 0                 | 5                | 1                | 24               | 6                |
| 1990-91          | 日産             | 7                | JSL1部           | 4                | 0                | 1                | 0                 |                  |                  |                  |                  |
| 通算             | 日本             | 日本             | JSL1部           | 139              | 19               | 15               | 1\|\|\|\|\|\|\|\| |                  |                  |                  |                  |
| 通算             | 日本             | 日本             | JSL2部           | 18               | 2                | 2                | 1                 | 2                | 0                | 22               | 3                |
| 総通算           | 総通算           | 総通算           | 総通算           | 157              | 21               | 17               | 2\|\|\|\|\|\|\|\| |                  |                  |                  |                  |

・JSL東西対抗戦（オールスターサッカー）　3回出場：1980年、1984年、1987年
・JSL選抜チーム（1984年、1990年）2試合0得点

その他の公式戦
- 1990年
  - コニカカップ 6試合0得点

## 代表歴

### 出場大会など
- アジア競技大会（1978, 1982）
- モスクワオリンピック予選
- ワールドカップスペイン大会予選
- ロサンゼルスオリンピック予選

### 試合数
- 国際Aマッチ 58試合 6得点 (1977-1984)[2]

| 日本代表 | 国際Aマッチ | 国際Aマッチ | その他 | その他 | 期間通算 | 期間通算 |
| 年       | 出場        | 得点        | 出場   | 得点   | 出場     | 得点     |
| -------- | ----------- | ----------- | ------ | ------ | -------- | -------- |
| 1977     | 1           | 1           | 25     | 2      | 26       | 3        |
| 1978     | 14          | 0           | 11     | 2      | 25       | 2        |
| 1979     | 3           | 0           | 5      | 0      | 8        | 0        |
| 1980     | 12          | 2           | 11     | 2      | 23       | 4        |
| 1981     | 6           | 0           | 13     | 4      | 19       | 4        |
| 1982     | 8           | 0           | 14     | 1      | 22       | 1        |
| 1983     | 8           | 2           | 13     | 0      | 21       | 2        |
| 1984     | 6           | 1           | 5      | 0      | 11       | 1        |
| 通算     | 58          | 6           | 97     | 11     | 155      | 17       |

### 出場
| No. | 開催日         | 開催都市             | スタジアム                         | 対戦相手             | 結果       | 監督     | 大会                 |
| --- | -------------- | -------------------- | ---------------------------------- | -------------------- | ---------- | -------- | -------------------- |
| 1.  | 1977年06月15日 | ソウル               |                                    | 韓国                 | ●1-2       | 二宮寛   | 日韓定期戦           |
| 2.  | 1978年05月23日 | 愛知県               | 名古屋市瑞穂公園ラグビー場         | タイ                 | ○3-1       | 二宮寛   | ジャパンカップ       |
| 3.  | 1978年07月13日 | クアラルンプール     |                                    | イラク               | △0-0       | 二宮寛   | ムルデカ大会         |
| 4.  | 1978年07月15日 | クアラルンプール     |                                    | インドネシア         | ●1-2       | 二宮寛   | ムルデカ大会         |
| 5.  | 1978年07月17日 | クアラルンプール     |                                    | シリア               | ○3-2       | 二宮寛   | ムルデカ大会         |
| 6.  | 1978年07月19日 | クアラルンプール     |                                    | 韓国                 | ●0-4       | 二宮寛   | ムルデカ大会         |
| 7.  | 1978年07月21日 | クアラルンプール     |                                    | マレーシア           | ●1-4       | 二宮寛   | ムルデカ大会         |
| 8.  | 1978年07月23日 | クアラルンプール     |                                    | シンガポール         | ●1-2       | 二宮寛   | ムルデカ大会         |
| 9.  | 1978年07月26日 | クアラルンプール     |                                    | タイ                 | ○4-0       | 二宮寛   | ムルデカ大会         |
| 10. | 1978年11月19日 | 東京都               | 国立霞ヶ丘競技場陸上競技場         | ソビエト連邦         | ●1-4       | 二宮寛   | 国際親善試合         |
| 11. | 1978年11月23日 | 東京都               | 国立霞ヶ丘競技場陸上競技場         | ソビエト連邦         | ●1-4       | 二宮寛   | 国際親善試合         |
| 12. | 1978年11月26日 | 大阪府               | 長居陸上競技場                     | ソビエト連邦         | ●0-3       | 二宮寛   | 国際親善試合         |
| 13. | 1978年12月11日 | バンコク             |                                    | クウェート           | ●0-2       | 二宮寛   | アジア大会           |
| 14. | 1978年12月13日 | バンコク             |                                    | バーレーン           | ○4-0       | 二宮寛   | アジア大会           |
| 15. | 1978年12月15日 | バンコク             |                                    | 韓国                 | ●1-3       | 二宮寛   | アジア大会           |
| 16. | 1979年05月31日 | 東京都               | 国立西が丘サッカー場               | インドネシア         | ○4-0       | 下村幸男 | ジャパンカップ       |
| 17. | 1979年06月16日 | ソウル               |                                    | 韓国                 | ●1-4       | 下村幸男 | 日韓定期戦           |
| 18. | 1979年08月23日 | 平壌                 |                                    | 北朝鮮               | △0-0       | 下村幸男 | 国際親善試合         |
| 19. | 1980年03月22日 | クアラルンプール     |                                    | 韓国                 | ●1-3       | 下村幸男 | オリンピック予選     |
| 20. | 1980年03月24日 | クアラルンプール     |                                    | フィリピン           | ○10-0      | 下村幸男 | オリンピック予選     |
| 21. | 1980年03月28日 | クアラルンプール     |                                    | インドネシア         | ○2-0       | 下村幸男 | オリンピック予選     |
| 22. | 1980年03月30日 | クアラルンプール     |                                    | マレーシア           | △1-1       | 下村幸男 | オリンピック予選     |
| 23. | 1980年04月02日 | クアラルンプール     |                                    | ブルネイ             | ○2-1       | 下村幸男 | オリンピック予選     |
| 24. | 1980年06月09日 | 広州                 |                                    | 香港                 | ○3-1       | 渡辺正   | 広州国際サッカー大会 |
| 25. | 1980年06月11日 | 広州                 |                                    | 中華人民共和国       | ●0-1       | 渡辺正   | 広州国際サッカー大会 |
| 26. | 1980年06月18日 | 広州                 |                                    | 香港                 | ○2-0       | 渡辺正   | 広州国際サッカー大会 |
| 27. | 1980年12月22日 | 香港                 |                                    | シンガポール         | ○1-0       | 川淵三郎 | ワールドカップ予選   |
| 28. | 1980年12月26日 | 香港                 |                                    | 中華人民共和国       | ●0-1       | 川淵三郎 | ワールドカップ予選   |
| 29. | 1980年12月28日 | 香港                 |                                    | マカオ               | ○3-0       | 川淵三郎 | ワールドカップ予選   |
| 30. | 1980年12月30日 | 香港                 |                                    | 北朝鮮               | ●0-1(延長) | 川淵三郎 | ワールドカップ予選   |
| 31. | 1981年02月08日 | クアンタン           |                                    | マレーシア           | ●0-1       | 川淵三郎 | 国際親善試合         |
| 32. | 1981年02月10日 | クアラルンプール     |                                    | マレーシア           | △1-1       | 川淵三郎 | 国際親善試合         |
| 33. | 1981年02月17日 | シンガポール         |                                    | シンガポール         | ○1-0       | 川淵三郎 | 国際親善試合         |
| 34. | 1981年02月24日 | インドネシア         |                                    | インドネシア         | ●0-2       | 川淵三郎 | 国際親善試合         |
| 35. | 1981年03月08日 | 東京都               | 国立霞ヶ丘競技場陸上競技場         | 韓国                 | ●0-1       | 川淵三郎 | 日韓定期戦           |
| 36. | 1981年06月02日 | 埼玉県               | さいたま市大宮公園サッカー場       | 中華人民共和国       | △0-0       | 森孝慈   | ジャパンカップ       |
| 37. | 1982年03月21日 | ソウル               |                                    | 韓国                 | ●0-3       | 森孝慈   | 日韓定期戦           |
| 38. | 1982年06月02日 | 広島県               | 広島県総合グランドメインスタジアム | シンガポール         | ○2-0       | 森孝慈   | ジャパンカップ       |
| 39. | 1982年07月15日 | スチャバ             |                                    | ルーマニア           | ●0-4       | 森孝慈   | 国際親善試合         |
| 40. | 1982年07月18日 | ブカレスト           |                                    | ルーマニア           | ●1-3       | 森孝慈   | 国際親善試合         |
| 41. | 1982年11月21日 | ニューデリー         |                                    | イラン               | ○1-0       | 森孝慈   | アジア大会           |
| 42. | 1982年11月23日 | ニューデリー         |                                    | 南イエメン           | ○3-1       | 森孝慈   | アジア大会           |
| 43. | 1982年11月25日 | ニューデリー         |                                    | 韓国                 | ○2-1       | 森孝慈   | アジア大会           |
| 44. | 1982年11月28日 | ニューデリー         |                                    | イラク               | ●0-1(延長) | 森孝慈   | アジア大会           |
| 45. | 1983年03月06日 | 東京都               | 国立霞ヶ丘競技場陸上競技場         | 韓国                 | △1-1       | 森孝慈   | 日韓定期戦           |
| 46. | 1983年06月07日 | 東京都               | 国立霞ヶ丘競技場陸上競技場         | シリア               | ○1-0       | 森孝慈   | ジャパンカップ       |
| 47. | 1983年09月04日 | 東京都               | 国立霞ヶ丘競技場陸上競技場         | フィリピン           | ○7-0       | 森孝慈   | オリンピック予選     |
| 48. | 1983年09月07日 | 東京都               | 国立霞ヶ丘競技場陸上競技場         | フィリピン           | ○10-1      | 森孝慈   | オリンピック予選     |
| 49. | 1983年09月15日 | 東京都               | 国立霞ヶ丘競技場陸上競技場         | チャイニーズタイペイ | ○2-0       | 森孝慈   | オリンピック予選     |
| 50. | 1983年09月20日 | 台北                 |                                    | チャイニーズタイペイ | △1-1       | 森孝慈   | オリンピック予選     |
| 51. | 1983年09月25日 | オークランド         |                                    | ニュージーランド     | ●1-3       | 森孝慈   | オリンピック予選     |
| 52. | 1983年10月07日 | 東京都               | 国立霞ヶ丘競技場陸上競技場         | ニュージーランド     | ●0-1       | 森孝慈   | オリンピック予選     |
| 53. | 1984年03月06日 | バンダルスリブガワン |                                    | ブルネイ             | ○7-1       | 森孝慈   | 国際親善試合         |
| 54. | 1984年04月15日 | シンガポール         |                                    | タイ                 | ●2-5       | 森孝慈   | オリンピック予選     |
| 55. | 1984年04月18日 | シンガポール         |                                    | マレーシア           | ●1-2       | 森孝慈   | オリンピック予選     |
| 56. | 1984年04月21日 | シンガポール         |                                    | イラク               | ●1-2       | 森孝慈   | オリンピック予選     |
| 57. | 1984年04月26日 | シンガポール         |                                    | カタール             | ●1-2       | 森孝慈   | オリンピック予選     |
| 58. | 1984年05月31日 | 埼玉県               | さいたま市大宮公園サッカー場       | 中華人民共和国       | ○1-0       | 森孝慈   | ジャパンカップ       |

### 得点数
| # | 年月日        | 開催地                         | 対戦国     | スコア | 結果 | 試合概要             |
| - | ------------- | ------------------------------ | ---------- | ------ | ---- | -------------------- |
| 1 | 1977年6月15日 | 大韓民国、ソウル               | 韓国       | 1-2    | 敗戦 | 日韓定期戦           |
| 2 | 1980年3月24日 | マレーシア、クアラルンプール   | フィリピン | 10-0   | 勝利 | モスクワ五輪予選     |
| 3 | 1980年6月18日 | 中華人民共和国、広東           | 香港       | 2-0    | 勝利 | 広州国際大会         |
| 4 | 1983年6月7日  | 日本、東京                     | シリア     | 1-0    | 勝利 | ジャパンカップ       |
| 5 | 1983年9月7日  | 日本、東京                     | フィリピン | 10-1   | 勝利 | ロサンゼルス五輪予選 |
| 6 | 1984年3月6日  | ブルネイ、バンダルスリブガワン | ブルネイ   | 7-1    | 勝利 | 親善試合             |

## メディア
- 「アルゼンチンサッカー中継」解説者（1998年～2007年、J SPORTS）
- 「フットボール解体新書」ナビゲーター（2002年、ヒストリーチャンネル）
- 「J-LEAGUE WIDE」解説者（TBS）
- 「FIFAコンフェデレーションズカップ2003」解説者（2003年、TBS・フジテレビ）
- 「2010 FIFA 南アフリカワールドカップ」解説者（2010年、TBS）
- 「2010 アジア大会サッカー」解説者（2010年、TBS・NHK）
- 「2014 FIFA ブラジルワールドカップ」解説者（TBS）
- 「2018 FIFA ロシアワールドカップ」解説者（文化放送）
- 「サンデーモーニング」（2018年・TBS）